# Benzoat de benzil
Benzoatul de benzil este un compus organic cu formula chimică C6H5CH2O2CC6H5. Masa sa moleculară este de 212,24. Cristale; punct de topire 21°; punct de fierbere 323–324°; e solubil în alcool, în eter; insolubil în apă, în glicerină. Se obține prin distilarea balsamului de Peru. Sintetic se obține din benzoat de sodiu și clorură de benzil.  
E întrebuințat în parfumerie și ca medicament antispasmodic în tratamentul astmului, al tusei convulsive etc., extern, în tratamentul scabiei. 
Sinonime: peruscabin sau rhodazil.